# Detonationsgeschwindigkeit
Als Detonationsgeschwindigkeit eines Sprengstoffes bezeichnet man die Geschwindigkeit der Reaktionsfront, mit der sich die chemische Reaktion innerhalb des Sprengstoffes fortbewegt, wie schnell und schlagartig er sich also zersetzt oder reagiert. Als Produkt von Detonationsgeschwindigkeit, Ladedichte und spezifischer Energie ergibt sich die Brisanz eines Sprengstoffes.
Je größer die Detonationsgeschwindigkeit, desto schneller entsteht eine Druckwelle und desto schneller wird die in den chemischen Verbindungen gespeicherte Energie freigesetzt.
Während Schwarzpulver (Detonationsgeschwindigkeit 300 bis 600 m/s) unter Bildung von großen Gasmengen relativ langsam verbrennt (bei Unterschallgeschwindigkeit fachsprachlich von einer Deflagration gesprochen), werden brisante Sprengstoffe mit der zehnfachen Geschwindigkeit und mehr umgesetzt. Dieser Vorgang wird als Detonation bezeichnet. Die Reaktionsfront verursacht eine Detonationswelle.
Muss bei langsamen Explosivstoffen wie Schwarzpulver durch Verdämmung erst ein Druck aufgebaut werden, der mit Platzen der Verdämmung dann schlagartig seine Energie freisetzt, was auch als Knall zu hören ist, ist dieses bei Sprengstoffen hoher Detonationsgeschwindigkeit (höher als die Schallgeschwindigkeit) im Prinzip nicht mehr notwendig. Druckunempfindlichere brisante Sprengstoffe (beispielsweise TNT) werden trotzdem in feste Umhüllungen geladen. Ohne diese Hülle würde eine bis zu mehrere Millimeter dicke Außenschicht von der Ladung abgesprengt, ohne zu detonieren, was die Wirkung vermindern würde.
Von vielen organischen Sprengstoffen kann die Detonationsgeschwindigkeit und der Detonationsdruck ungefähr mit Hilfe der Kamlet-Jacobs-Gleichungen berechnet werden.
Eine kurze Tabelle umreißt die typischen (maximalen) Detonationsgeschwindigkeiten einiger bekannter Sprengstoffe:
| Sprengstoffbezeichnung                     | Detonationsgeschwindigkeit (m/s)                                                                   |
| ------------------------------------------ | -------------------------------------------------------------------------------------------------- |
| Schwarzpulver                              | 300 bis 600                                                                                        |
| Ethin/Sauerstoff                           | 2400                                                                                               |
| Ammoniumnitrat (NH4NO3)                    | 2500                                                                                               |
| Knallgas 2 H2 + O2                         | 2820                                                                                               |
| ANC-Sprengstoffe                           | 3000                                                                                               |
| Chloratit 3                                | 3350                                                                                               |
| Bleiazid                                   | 4630                                                                                               |
| HMTD (Hexamethylentriperoxiddiamin)        | 4500 bis 5100                                                                                      |
| APEX (Acetonperoxid)                       | 4500 bis 5300 bei einer Dichte von 0,9–1,2 g/cm³ (trimeres A.)                                     |
| Cellulosenitrat                            | 6300                                                                                               |
| Gelatine-Dynamit                           | 6350                                                                                               |
| TNT (Trinitrotoluol)                       | 6700 oder 7028                                                                                     |
| TNP (Pikrinsäure)                          | 7100                                                                                               |
| Semtex H (Semtex)                          | 7400                                                                                               |
| TATB (Triaminotrinitrobenzol)              | 7600                                                                                               |
| NGL (Nitroglycerin)                        | ≈2500 bis 7700; abhängig von der Art der Zündung und der Verdämmung, in manchen Fällen bis zu 9000 |
| PETN (Nitropenta)                          | 5000 bis 8340; je nach Ladedichte                                                                  |
| RDX, C4, T4, Torpex (Hexogen)              | 8400                                                                                               |
| HMX (Octogen)                              | 9110                                                                                               |
| HNIW (Hexanitrohexaazaisowurtzitan (CL20)) | 9380 oder 10300                                                                                    |

1. ↑  die Werte können je nach Quelle unterschiedlich sein